# 2023 BU

Bahn von 2023 BU. Farblegende: 2023 BU magenta, Erde blau, Sonne gelb.

2023 BU ist ein Asteroid, ein Erdnahes Objekt (NEO), der am 21. Januar 2023 vom russischen Astronomen Gennadi Wladimirowitsch Borissow am Margo-Observatorium in Nautschnyj auf der Krim entdeckt wurde.
Der Asteroid erreichte mit einer Entfernung von 9.967 Kilometern (± 1 km) oder rund 3.600 km Höhe am 27. Januar 2023 um 00:29 UT die erdnächste Position. Der sehr kleine Asteroid (Durchmesser ca. 3 bis 8 Meter) war dabei erst wenige Tage zuvor entdeckt worden. Bei dieser Geschwindigkeit wäre der Asteroid, wenn er in die tieferen Schichten der Erdatmosphäre eingedrungen wäre, verglüht oder in so kleine Brocken zerbrochen, dass nur eine geringe Gefahr für die Umwelt durch ein Impakt-Ereignis bestanden hätte. Auch für das Jahr 2110 wird ein Zusammentreffen von 2023 BU mit der Erde vorhergesagt. Die Einschlagwahrscheinlichkeit wird mit 1:714000 angegeben.
Der nahe Vorbeiflug des Asteroiden wurde auch in den Medien ausführlich begleitet, weil er der Erde ungewöhnlich nahekam, dichter als geostationäre oder GPS-Satelliten. Es handelte sich um eine der nahesten Begegnungen, die bisher verzeichnet wurden.